# Amtsgericht Feuchtwangen

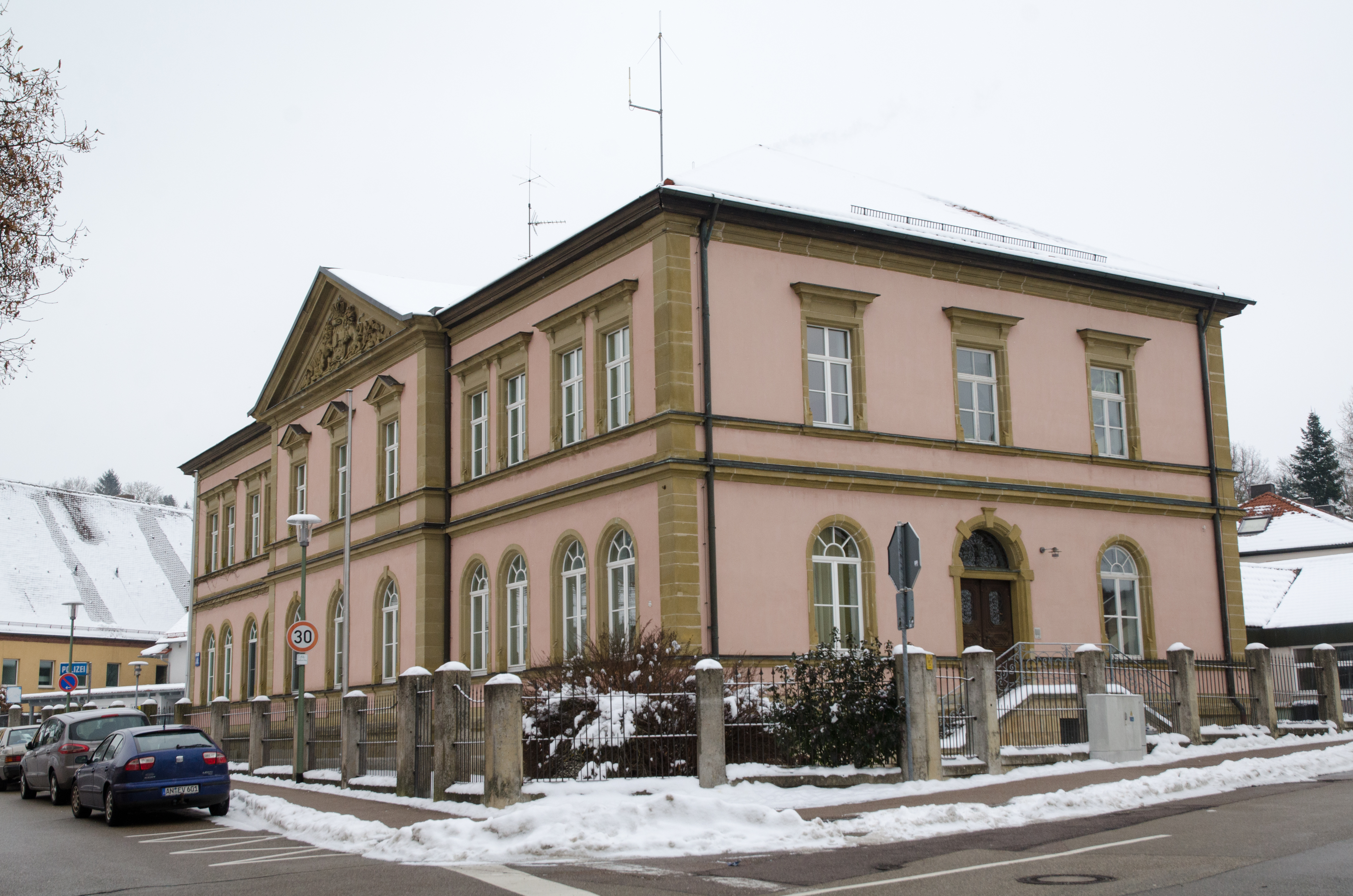
Das ehemalige Amtsgerichtsgebäude in Feuchtwangen (2013)

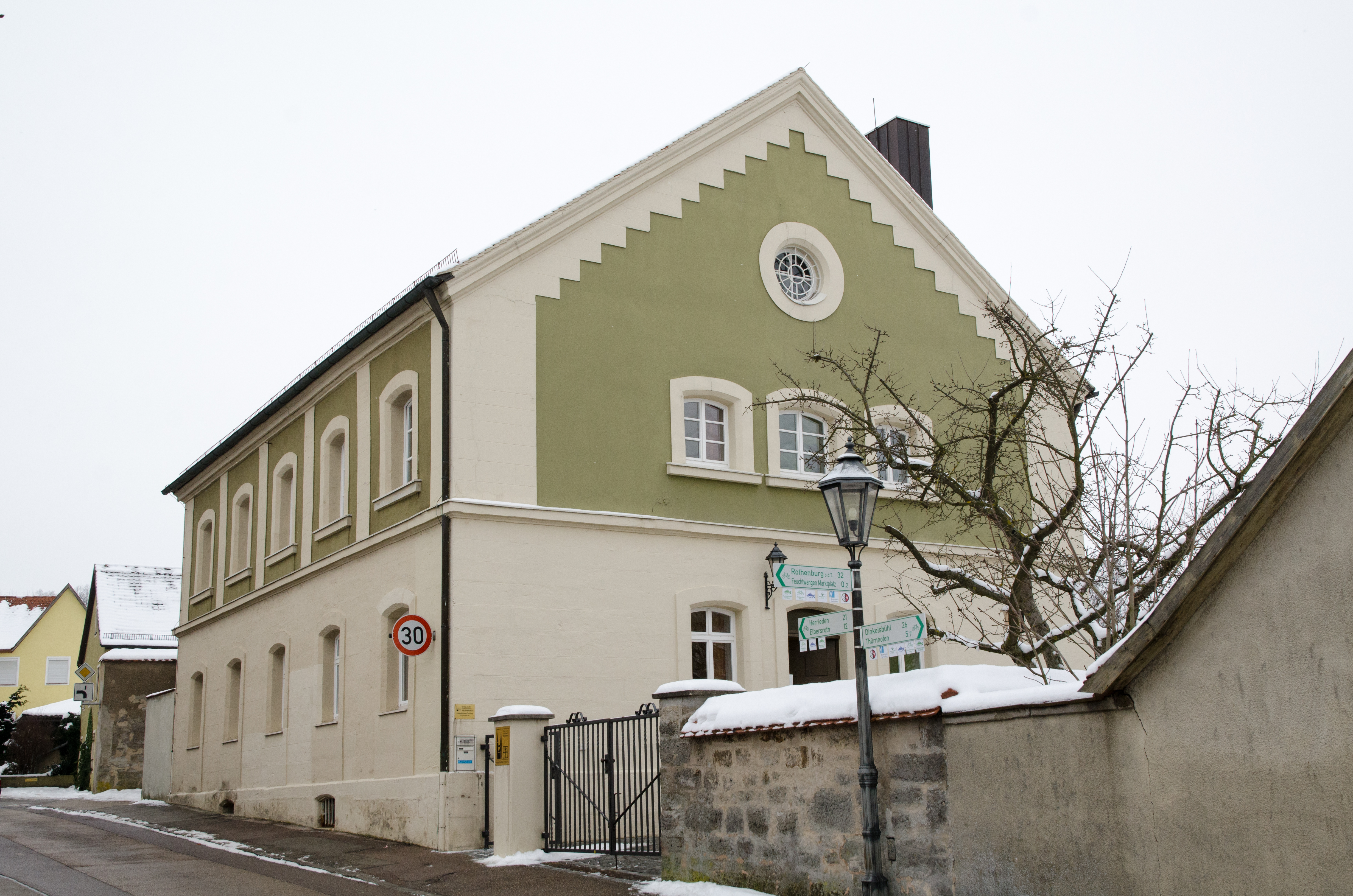
Ehemaliges Gefängnis (2013)

Das Amtsgericht Feuchtwangen war von 1879 bis 1973 ein Gericht der ordentlichen Gerichtsbarkeit in Feuchtwangen in Bayern.

## Geschichte
Im Jahre 1808 wurde im Verlauf der Verwaltungsneugliederung Bayerns ein Landgericht (älterer Ordnung) in Feuchtwangen errichtet. Mit Inkrafttreten des Gerichtsverfassungsgesetzes am 1. Oktober 1879 wurde aus diesem ein Amtsgericht in Feuchtwangen gebildet, dessen Gerichtsbezirk identisch mit dem des vorhergehenden Landgerichts Feuchtwangen war.
Das Amtsgericht Feuchtwangen wurde gegen Ende des Zweiten Weltkrieges zum Zweigstellengericht des Amtsgerichts Dinkelsbühl herabgestuft; dies war 1956 und 1959 unter der neuen Bezeichnung Zweigstelle bestätigt worden.
Das Zweigstelle Feuchtwangen bestand bis 1973. Ihr Bezirk wurde dem Amtsgericht Ansbach zugeordnet.

## Gerichtsgebäude
Das ehemalige Amtsgerichtsgebäude in Feuchtwangen in der Ringstraße 72 ist ein repräsentativer Verwaltungsbau. Der zweigeschossige Walmdachbau mit Mittelrisalit mit Staatswappen, Ecklisenen und Gliederungen in Naturstein wurde in historistischen neuklassizistischen Formen 1891 errichtet.
Das ehemalige Gefängnis in Ringstraße 66 (dem  Amtsgericht zugehörig) ist ein zweigeschossiger traufständiger Satteldachbau mit Putzgliederungen mit Treppenfries, wohl um 1827. Die Umfassungsmauer (ca. 4 m hoch) wurde größtenteils Ende des 20. Jahrhunderts abgebrochen.